# Rosalie Matondo
Pour les articles homonymes, voir Matondo.
Rosalie Matondo est une ingénieure agronome, universitaire et femme politique congolaise née le 18 avril 1963 à N'Djaména (Tchad). Elle est ministre de l'Économie forestière de la République du Congo depuis 2016.
Elle fut auparavant coordonnatrice du « Programme national d’afforestation et de reboisement » (PRONAR) de 2011 à 2016, ainsi que conseillère du président Denis Sassou-Nguesso de 2013 à 2016.

## Biographie

### Jeunesse et études
Rosalie Matondo naît le 18 avril 1963 à N'Djaména (à l'époque dénommée Fort-Lamy), au Tchad. 
Elle étudie au lycée de la Révolution, où elle obtient un baccalauréat scientifique (série D) en 1983. Elle s'inscrit ensuite à l'Académie bulgare des sciences, où elle étudie au département de génétique de l'Institut supérieur d'agronomie de Plovdiv. Elle obtient en 1989 le diplôme supérieur d'ingénieur agronome. Puis, en 1993, elle décroche un doctorat ès sciences agronomiques en biotechnologie des plantes à l'Institut de génie génétique de cette même académie.

### Carrière dans l'agronomie
En 1994, Rosalie Matondo rentre au Congo pour intégrer un laboratoire de culture in vitro, animé jusque-là par des chercheurs français et anglais, qui doivent quitter Brazzaville à cause de la guerre civile. Elle y cultive notamment des plantes tropicales. En 1995, elle intègre le Centre français de recherche agronomique pour le développement (CIRAD) en tant que chercheuse en foresterie. 
Elle intègre également l'École nationale supérieure d'administration forestière (ENSAF - ancien Institut de développement rural), où elle travaille en tant qu'enseignante-chercheuse.
En 2007, elle est placée à la tête du service national de reboisement.
À partir de novembre 2011, Rosalie Matondo assure la fonction de coordonnatrice du « Programme national d’afforestation et de reboisement » (PRONAR) au sein du Ministère de l'Économie forestière et du Développement durable. L'objectif du PRONAR est de faire planter environ 1 million d'hectare de forêt d'ici à 2020 afin de reboiser la République du Congo et de promouvoir les activités économiques liées à l'exploitation forestière,,. Ce projet se révèle être une réussite.

### Carrière politique

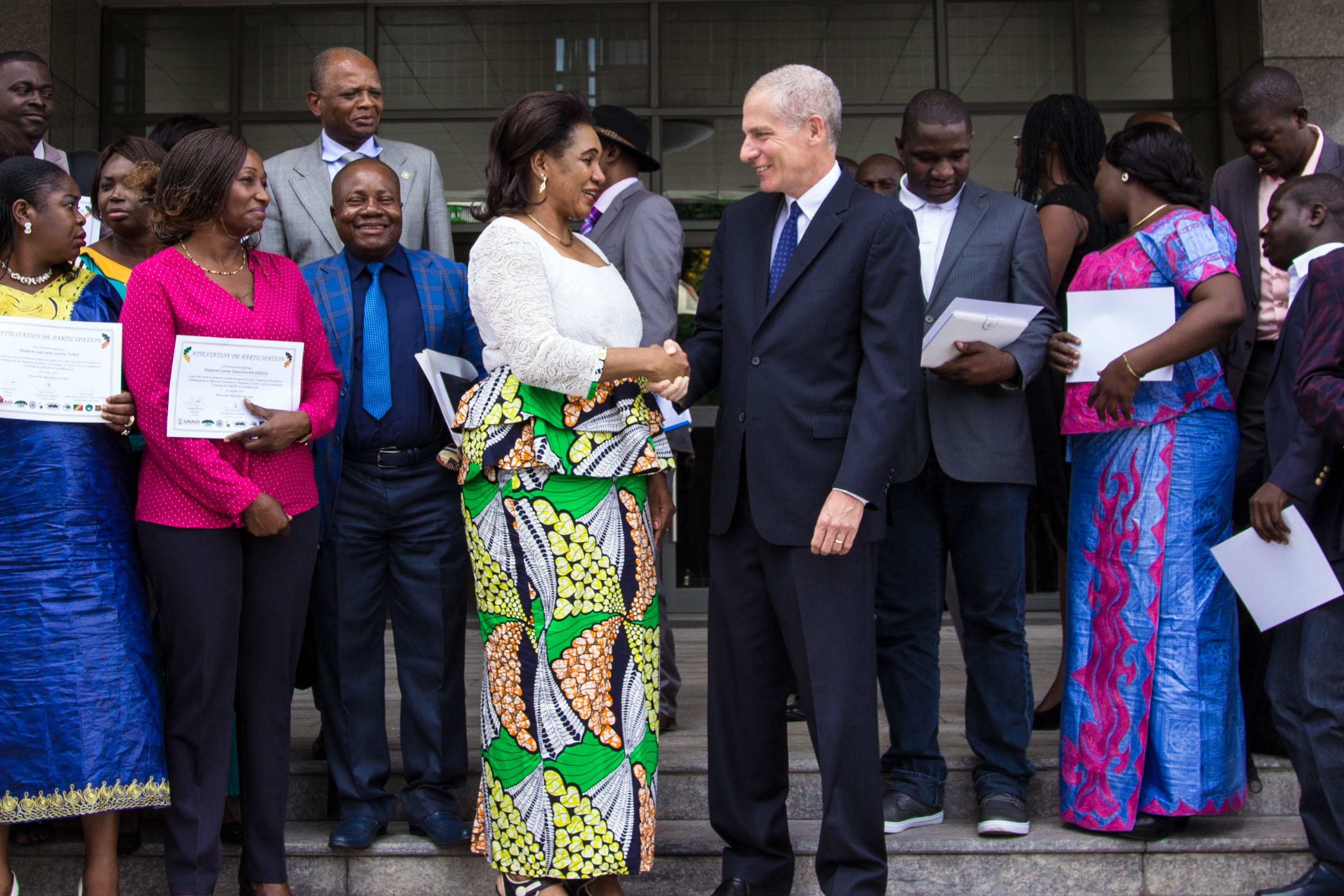
Rosalie Matondo en 2017 avec Todd P. Haskell, ambassadeur américain.

En janvier 2013, Rosalie Matondo est nommée conseillère du président congolais Denis Sassou-Nguesso, ainsi que cheffe du département de l’Économie forestière, du développement durable, de l’environnement et de la qualité de la vie.
Le 30 avril 2016, elle fait son entrée au gouvernement congolais en devenant ministre de l’Économie forestière, du Développement durable et de l'Environnement, remplaçant Henri Djombo qui occupait ce poste depuis 18 ans. La passation de pouvoir a lieu le 7 mai. 
En juin 2016, dans le cadre de la Journée mondiale de l'environnement, elle exhorte les Congolais à s'impliquer davantage dans la lutte contre la dégradation de l'environnement et la déforestation, les encourageant notamment à privilégier l'usage de « foyers aménagés » en argile, permettant de réduire la consommation de bois et de charbon,. Elle dénonce également le commerce illégal d'espèces protégées. 
En mars 2017, elle est chargée de mettre en place le Fonds bleu pour le bassin du Congo. Annoncé à la COP22 de Marrakech (Maroc), ce fonds de 100 millions d'euros est lancé le 9 mars à Oyo (Congo), et a pour but de financer « des projets visant à préserver les eaux et forêts et à favoriser le développement local et l'économie bleue ».
Lors du remaniement du 22 août 2017, elle est reconduite à son poste dans le gouvernement Clément Mouamba II. Le domaine de l'environnement lui est cependant retiré, au profit de la ministre du Tourisme Arlette Soudan-Nonault,. En 2021, elle est reconduite dans le gouvernement Makosso.

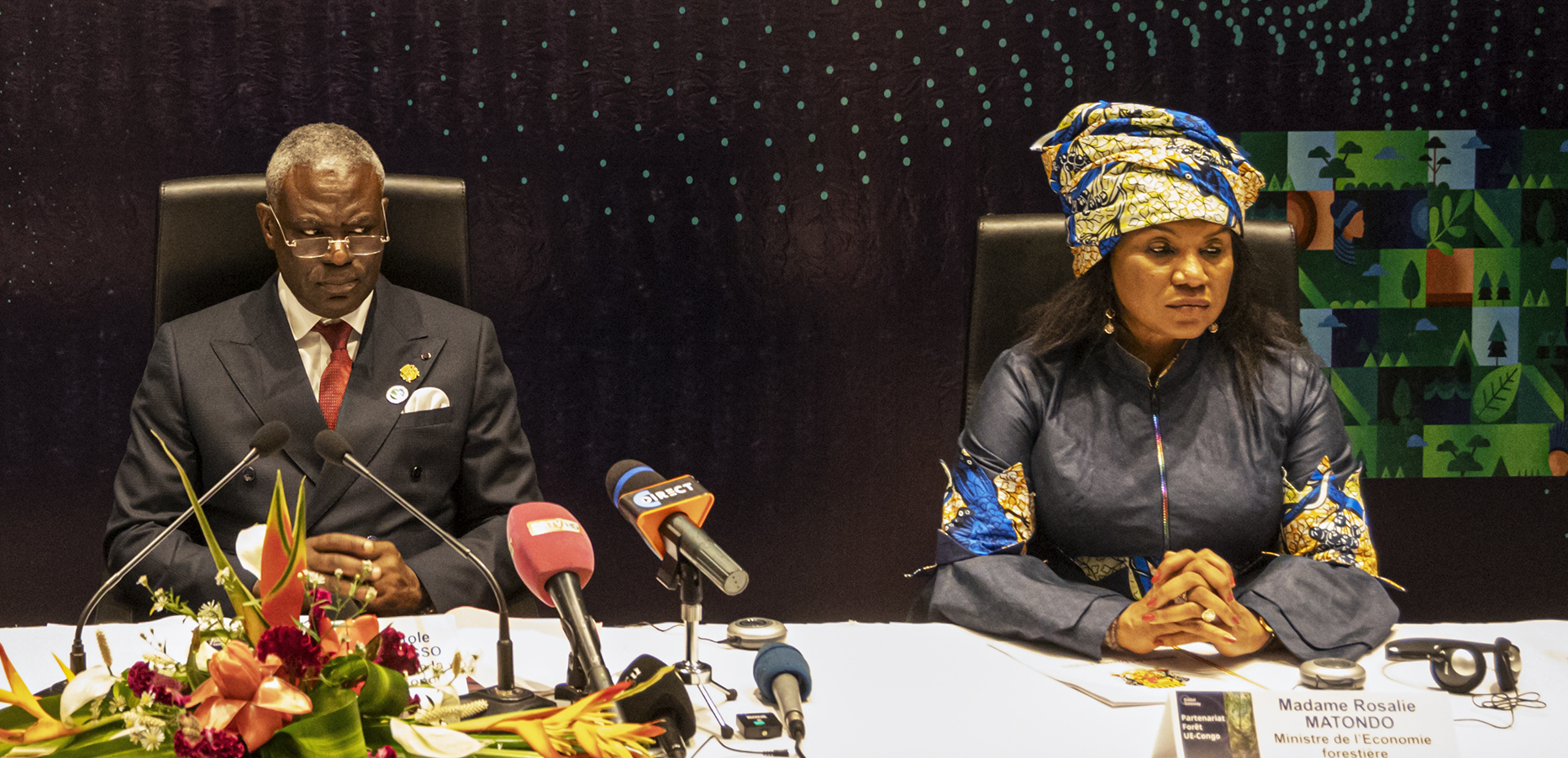
Rosalie Matondo (à droite) avec le Premier ministre Anatole Collinet Makosso lors du Sommet des Trois Bassins.

En octobre 2023, à l'occasion du deuxième Sommet des Trois Bassins, elle signe un accord avec l'Union européenne pour mobiliser 25 millions d'euros en faveur de la protection des forêts du Congo et de la recherche en foresterie.

## Distinction
- Commandeur dans l'Ordre du Mérite congolais (2016)[16]

## Publications
Articles
- Rosalie Safou-Matondo, Jean-Pierre Bouillet, Jean-Paul Laclau, Jean de Dieu Nzila, Jacques Ranger et Philippe Deleporte, « Pour une production durable des plantations d'eucalyptus au Congo : la fertilisation », Bois et Forêts des Tropiques, no 279,‎ 2004, p. 23-35 (lire en ligne, consulté le 20 mai 2016)
- (en) Rosalie Safou-Matondo, Philippe Deleporte, Jean-Paul Laclau et Jean-Pierre Bouillet, « Hybrid and clonal variability of nutrient content and nutrient use efficiency in Eucalyptus stands in Congo », Forest Ecology and Management, no 210,‎ 2005, p. 193-204